# Летний день на пляже Скагена с тремя девочками (картина)
«Летний день на пляже Скагена с тремя девочками» — картина, написанная Лаурицем Туксеном в 1907 году.

## Описание
Предположительно художник изобразил своих дочерей, находящихся на пляже в Скагене. На картине три девочки, первая изображена в полный рост, вторая одета в платье, третья сидит голышом на своих вещах. Картина характеризуется двумя горизонтальными линиями: краем пляжа и горизонтом; и вертикальной линией, которую создаёт первая стоящая обнажённая девочка примерно в золотом сечении. Её тень образует небольшую часть диагонали.